# Last Window: Il segreto di Cape West
Last Window: Il segreto di Cape West (ラストウィンドウ 真夜中の約束?, Last Window: Mayonaka no Yakusoku, lett. "L'ultima finestra: La promessa di mezzanotte") è un'avventura grafica/visual novel noir sviluppata da Cing e pubblicata da Nintendo per Nintendo DS.
La storia si svolge un anno dopo il primo capitolo, Hotel Dusk: Room 215. Pur narrando una vicenda separata, in Last Window sono comunque presenti alcuni riferimenti a essa. Inoltre, come il precedente titolo della Cing, Another Code: R - Viaggio al confine della memoria, questo videogioco non è stato pubblicato in Nord America.
In un video making of, il direttore Taisuke Kanasaki mostra e spiega come è stata realizzata l'animazione in rotoscopio.
La storia, ambientata in un condominio di Los Angeles, si dipana nell'arco di una settimana, dal 18 al 26 dicembre 1980. L'ex detective Kyle Hyde finirà coinvolto in una ricerca che farà luce sul proprio passato e su quello degli altri inquilini, venendo a conoscenza di una verità di cui non immagina l'importanza.

## Trama

### Capitolo 1 – 18 dicembre 1980
Los Angeles. Sono passati quattro anni da quando Kyle Hyde ha lasciato il NYPD di Manhattan e ha iniziato a lavorare per la Red Crown, azienda che ufficialmente si occupa della vendita a domicilio di prodotti per la casa. Ed Vincent, il direttore, gestisce sottobanco anche altri affari: ritrovare oggetti smarriti in circostanze non del tutto chiare. Ogni tanto Kyle gli dà una mano in questa seconda attività. Dopo che però Ed lo licenzia per negligenza, Kyle torna al condominio Cape West.
Kyle viene a sapere che Margaret Patrice, la proprietaria, ha ceduto lo stabile (per ragioni che preferisce non divulgare) e che il nuovo proprietario ha intenzione di radere al suolo il palazzo; gli inquilini hanno tempo fino alla Vigilia di Capodanno per trovare nuovi alloggi. Rientrato nel proprio appartamento, Kyle rinviene una lettera anonima scritta a macchina che reca il messaggio: «L’oggetto da cercare è lo Scarlet Star, scomparso 25 anni fa all’Hotel Cape West». Un altro messaggio proveniente dalla segreteria telefonica ed enunciato da una voce maschile sconosciuta conferma che l'ordine è destinato a lui. Il fatto che tale ordine gli sia giunto senza passare prima da Ed lo rende perplesso e incuriosito.

### Capitolo 2 – 19 dicembre 1980
Kyle scopre che sia sua madre Jeanie sia Rachel, la segretaria di Ed, sono state contattate da un certo Rex Foster. In televisione assiste al discorso di Hugh Speck, candidato alle elezioni del sindaco, che in passato è stato a capo della polizia di Los Angeles, dove lavorava anche Ed: il punto centrale del suo programma è la lotta dura e decisa contro la criminalità. Kyle ritrova il costoso anello con diamante e rubini di Marie Rivet (dal valore soprattutto affettivo, dato che glielo ha regalato il fratello prima di morire) la quale, per un malinteso, aveva accusato lo squattrinato musicista Tony Wolf di averglielo rubato. Kyle telefona a Ed, il quale bolla la lettera anonima come uno scherzo. Parlando con Tony, salta fuori che inspiegabilmente Dylan Fitchar, l'idraulico, sa del suo passato da detective: Dylan spiega che ne è a conoscenza perché ha letto il suo nome su un articolo di un vecchio giornale riguardante un'indagine sotto copertura del 1976, e che è stato Tony a chiedergli qualcosa sul suo conto per diventare suo amico. La conversazione viene interrotta dall'anziano Frank Raver, che è solito fare passeggiate notturne che disturbano soprattutto la quiete di Kyle: Raver chiede a Dylan di togliere le cianfrusaglie davanti alla porta tagliafuoco che dà al quarto piano, chiuso da quando l'hotel fu trasformato in condominio. Rimasto solo, per la curiosità Kyle cerca di entrare ma fa scattare l'allarme antincendio; all'arrivo della signora Patrice, lui e Dylan lo giustificano come un test.
Tornato all'appartamento, Kyle assiste allo speciale su Speck, tra le altre cose noto per aver ripulito la polizia da pessimi elementi ed essere stato il principale artefice della scomparsa il gruppo criminale chiamato Condor negli anni cinquanta, entrando in politica nel 1967. Speck prestava servizio nella polizia di Los Angeles all'epoca del delitto di Chris, il padre di Kyle (uno scassinatore di casseforti che voleva smettere per dare una vita migliore alla sua famiglia): pur avendo risolto numerosi crimini, non ha pensato a un piccolo caso come quello. Scendendo per andare al bar-ristorante Lucky’s Café, Kyle s'imbatte nel giovane studente di cinema Charles Jeunet, dal quale scopre che due settimane prima c'era stato un incendio al pianerottolo del quarto piano, prontamente spento da Raver. Nel locale, Kyle incontra di persona Rex Foster, colui che lo stava cercando: l'uomo risponde in maniera criptica alle domande di Kyle, senza nemmeno dirgli quale lavoro svolga. Sidney Reagan, il proprietario del locale, riferisce a Kyle di aver visto Rex mettersi continuamente a scrivere su un taccuino e a rileggerlo, a osservare i clienti e a fare domande su un fatto avvenuto tredici anni prima: un omicidio rimasto irrisolto. Inoltre, Sidney riferisce a Kyle di uno dei recenti furti ai danni delle gioiellerie: pare che sia implicata l'associazione criminale Condor, che colpì tutta l'America negli anni passati; Kyle ricorda di aver già incrociato la donna ritratta nel disegno, col cappello a falda larga e gli occhiali da sole (spesso presente prima dei furti), all'ingresso del condominio il giorno prima.

### Capitolo 3 – 20 dicembre 1980
Ed decide di riprendere a lavorare Kyle, il quale chiede a Rachel di cercare informazioni su Rex. Kyle paga l'affitto alla signora Patrice, che gli rivela di essere ancora in attesa dei pagamenti di Tony e Marie; si lascia poi andare ai ricordi, come la morte del marito, sassofonista jazz, avvenuta tredici anni fa: fu allora comprò l'hotel ormai dismesso e diede inizio al condominio. Al Lucky’s Café, Kyle risolve un cruciverba organizzato da Sidney e ottiene un biglietto per partecipare a un'estrazione che mette in palio un premio di 1000 dollari. Nella hall, Marie si scusa con Kyle per l'inconveniente dell'anello e racconta di essere stressata sin dalla morte di suo marito, ammettendo di avere problemi economici ma di essere in procinto di ritirare una grossa somma di denaro. Non appena Rex entra nel condominio, Marie si allarma e si allontana a passo svelto. Rex dichiara di voler incontrare una donna che abita nel palazzo, e Kyle ipotizza che si tratti di lei.
Kyle raccoglie una lettera assicurativa destinata a Marie: in effetti, lei è in attesa del risarcimento per la morte del marito, deceduto sei mesi prima in un incidente d'auto; ha deciso di venire a vivere al condominio perché, quando era ancora un hotel, è qui che ha conosciuto suo marito. Marie consegna a Kyle una microspia messa da Rex nel suo appartamento, rendendo ormai chiaro che è lei l'indagata dell'uomo, poi gli rivela che il marito e il fratello lavoravano insieme all'hotel. Rachel spiega a Kyle che Rex è un investigatore assicurativo dalla brutta fama, poiché pare che se è lui a condurre le indagini l'agenzia riesce sempre a non pagare. Dopo aver notato delle interferenze nella radio e aver trovato un'altra microspia al Lucky’s Café, Kyle riesce a far parlare Rex: è stato assunto dall'agenzia presso cui il marito di Marie aveva stipulato un'assicurazione perché c'è il sospetto che Marie voglia truffare, dato che l'auto dell'incidente è risultata manomessa; tra l'altro, tredici anni prima Marie intascò un ingente indennizzo dalla morte del fratello, e l'incidente era identico a quello in cui è morto il marito. Quando Kyle gli chiede se sa qualcosa riguardo allo Scarlet Star, Rex risponde che chi avrebbe molto da raccontare sarebbe proprio suo padre Chris: queste parole inducono Kyle ad accettare la sfida del misterioso cliente.

### Capitolo 4 – 21 dicembre 1980
Kyle viene a sapere da Rachel che in occasione dell'ultimo giorno di attività dell'Hotel Cape West nel 1967, il direttore Michael McGrath organizzò una festa durante la quale, al quarto piano, sua moglie Kathy fu avvelenata col cianuro di potassio; il primo a trovarne il corpo fu Peter Rivet, uno dei dipendenti dell'hotel. Marie racconta che fu sospettata di frode già in occasione della morte di suo fratello Mike tredici anni prima, per un malfunzionamento dei freni dell'auto. La scomparsa di Mike fu un colpo durissimo per lei, e l'unico che la sostenne in quel periodo fu un suo collega e amico, Peter, che durante i funerali le consegnò una busta da parte del fratello con dentro i documenti per riscattare l'assicurazione: suo fratello si preoccupava sempre di come prendersi cura di lei e che avrebbe voluto assicurarsi che stesse bene, nel caso in cui gli fosse successo qualcosa. Ottenuto il risarcimento, Marie e Peter si sposarono. Peter usò i soldi dell'assicurazione come capitale per degli affari e all'inizio tutto sembrava andare bene, anche nel privato, ma quando Marie si rese conto che aveva sperperato tutto il denaro iniziarono a litigare sempre a causa dei soldi, e alla fine decise di separarsi: poco prima di dirglielo, però, suo marito morì a causa di un guasto ai freni, proprio come Mike. Sistemando gli effetti personali per il trasloco, Marie scoprì che Peter l'aveva nominata legittima beneficiaria della sua ingente assicurazione, agendo esattamente come suo fratello. Peter trovò il corpo di Kathy insieme a Mike il quale, a causa di questa scoperta, divenne molto fragile emotivamente, e poco dopo ebbe l'incidente. Marie ricorda di aver sentito dire la parola star tra Mike e Peter: era come un gergo tra i dipendenti, e crede che c'entrasse con le feste che tenevano all'hotel.
Dopo aver risposto all'ordine misterioso, Kyle entra con l'aiuto di Dylan nel quarto piano ed esamina la stanza 404, dove avvenne avvenne l'omicidio di Kathy. Kyle scopre che Rex, prima di occuparsi di indagini assicurative, era un giornalista della rivista Los Angeles Beat, una pubblicazione settimanale di attualità dal taglio molto pungente. Successivamente recupera in lavanderia il registratore di Raver (detective della polizia di Los Angeles ora in pensione), il quale aveva accusato Tony di averglielo rubato. In mancanza del nastro, Kyle torna alla stanza 404 e trova Raver, che afferma di essere entrato per pura curiosità avendo visto la porta tagliafuoco aperta; mentre Kyle fa per uscire entra Tony che, visibilmente teso, non risponde alle sue domande. Dopo aver saputo da Raver che Tony gli aveva detto di avere qualcosa di importante di cui parlargli a quattr'occhi, Kyle torna da Tony e lo fa confessare: voleva estorcere dei soldi a Raver, il quale sale ogni notte al quarto piano portandosi sempre dietro il suo registratore. Tony spiega che cinque anni prima, nel periodo in cui il suo primo disco iniziò a vendere, capì che il manager gli stava fregando i soldi dei concerti e se la prese con lui; la seconda volta, un anno dopo, litigò furiosamente con un idiota che stava prendendo in giro una sua fan che lo seguiva ancora nonostante l'incidente, finendo per mandarlo all'ospedale; a quel punto la casa discografica non ne volle più sapere di lui, e da allora qualunque cosa provi a fare va sempre male. La fan che aveva aiutato, quando lo hanno arrestato la seconda volta, lo incoraggiò a non farsi più del male e imparare ad avere più stima di se stesso, in attesa del suo ritorno sulle scene. Scosso dalle parole di Kyle, Tony decide di darsi un'altra possibilità e gli consegna il nastro. Kyle ascolta il nastro e scopre che Raver sta conducendo delle indagini sulla morte di Kathy e sulle possibili tracce lasciate dai Condor.

### Capitolo 5 – 22 dicembre 1980
Jeanie riferisce al figlio di aver ricevuto una telefonata dalla polizia di Los Angeles per avvertirla della decisione di riprendere le indagini sul caso di suo padre. Secondo Ed, probabilmente ciò è accaduto grazie all'influenza di Speck, che ha cominciato la sua campagna per sgominare le bande criminali riaprendo vecchi casi insoluti e facendo leva sui legami che ha ancora in polizia. Nella mente di Kyle si insinua un pensiero: se recuperasse lo Scarlet Star potrebbe avvicinarsi alla verità sul caso di suo padre. Prima di riprenderlo ufficialmente a lavorare, Ed ordina a Kyle di vendere due articoli: vende allora la cera a Tony per lucidare la chitarra in occasione di un provino, e un detersivo per smacchiare un abito a Betty Meyer (l'inquilina di cui Tony è innamorato). Kyle viene riassunto da Ed, al quale chiede di cercare informazioni su Raver.
Kyle ottiene da Sidney una foto di tredici anni prima della facciata dell'hotel, poi si concede una passeggiata e, sulla via del ritorno, nota una luce accesa da una finestra della stanza 405: si tratta di Dylan, che a suo dire sta controllando l'origine di un rumore fortissimo sentito a notte fonda che infastidisce Will. Kyle riceve un altro messaggio misterioso: «Dovrai consegnare lo Scarlet Star all'assassino di Kathy McGrath. Ulteriori informazioni sul compenso le troverai oggi alle 7 di pomeriggio al Lucky’s Café, guardando sotto il tavolo B». In un'altra telefonata con Kyle, Ed si rammarica nel ricordare il ritrovamento del corpo di Chris in un parcheggio: fu subito chiaro che era morto da un paio di giorni e lo avevano portato lì da chissà dove, non c'erano testimoni e non era rimasta nessuna traccia dell'assassino (è stato grazie alla sua valigetta, che ora viene usata da Kyle, se sono risaliti alla sua identità); quando Ed capì che si trattava di Chris, il suo superiore, che era Speck, gli diede ordine di chiudere subito il caso, dicendogli che la polizia non poteva perdere tempo con casi da quattro soldi come quello. Ed è amareggiato anche per non aver saputo del collegamento con l'organizzazione criminale Nile.
Kyle restituisce a Raver il nastro, e lui gli consegna una foto del funerale di Mike, avvertendolo inoltre di non approfondire oltre la faccenda dell'omicidio di Kathy; osservando la foto, nota la presenza di Rex. Al Lucky’s Café, Kyle trova un'altra lettera scritta a macchina: «La ricompensa per la ricerca è la verità di venticinque anni fa. Di quella verità allego un piccolo anticipo», insieme a un ritaglio di giornale del 1955 sulla morte di Chris. Sia in questa lettera che in quella ricevuta per prima la t è sfalsata rispetto al resto, quindi significa che entrambe sono state scritte con la stessa macchina. Prima di parlare con Dylan (uno degli ultimi a essersi seduto a quel tavolo), Kyle incontra Will, che lo mette in guardia sull'eccessiva curiosità di Dylan, che col suo lavoro di manutentore è a conoscenza praticamente di tutti gli spostamenti degli inquilini, e sente che a uno come lui è meglio non avvicinarsi. Dylan ipotizza che la lettera sia una minaccia verso Kyle, rivelandogli che prima di lui è stata già minacciata la signora Patrice (la quale ha ricevuto una telefonata minatoria dei piccoli pacchetti anonimi, perciò ha deciso di vendere lo stabile) e di essere a conoscenza di molte cose sul passato della donna.

### Capitolo 6 – 23 dicembre 1980
Rachel informa Kyle del fatto che l'Hotel Cape West aveva come stemma un condor stilizzato, e che secondo lei Ed in realtà sa già chi è Raver. Kyle ritira il premio di 1000 dollari e, mentre Sidney è impegnato nella sala da biliardo, va a parlare con Claire in cucina: la ragazza, i cui genitori sono separati da sette anni, vuole sapere se suo padre si vede con un'altra, ma preferisce che sia lui a chiederglielo. Kyle scopre da Sidney che giravano voci strane sulla stanza 406 perché è l'unica che non era mai occupata, per non si sa quale motivo. Ed riferisce a Kyle che Raver non lavorava sul caso di Kathy perché, sebbene da giovane fosse un detective molto stimato e appassionato, i metodi che usava durante le sue indagini destarono sospetti, così a 40 anni fu soggetto a un'inchiesta interna in cui venne rivista la sua attività: dopo queste accuse non fu licenziato, ma fu allontanato dalle indagini più importanti. Sulle prime la polizia di Los Angeles seguì la pista del suicidio, ma non furono trovate le impronte di Kathy sulla boccetta del veleno trovato nella sua borsetta, e si scoprì che mancava l'anello di inestimabile valore che portava quella sera, quindi si ventilò allora l'ipotesi di omicidio, ma dato il continuo via vai di gente riuscire a interrogare ogni singola persona presente era praticamente impossibile; la boccetta da cui bevve Kathy andò persa nelle approssimative indagini iniziali, e così alla fine il caso venne chiuso senza essere risolto. A sporgere denuncia fu il suo ex capo, Speck.
Betty confida a Kyle di aver comprato l'anello di Marie su sua richiesta perché ha problemi economici, di averlo pagato solo 500 dollari ma che a Marie andavano bene. Betty ha però dei dubbi e chiede a Kyle di verificarne l'autenticità con la lente per analizzare i minerali e le pietre preziose di Dylan; lei non vuole andarci perché Dylan è un ficcanaso e Marie le ha chiesto di non dire a nessuno che ha comprato l'anello da lei. Kyle analizza l'anello e sulla montatura trova il simbolo dei Condor, presente anche come disegno sul quaderno di Dylan, che dice di aver realizzato dopo aver visto un'immagine simile nella stanza 406; giunto lì, Kyle trova un vecchio album rosso col simbolo di una stella scarlatta e il disegno del condor dietro una locandina. Betty, saputo che l'anello di Marie le è stato regalato dal fratello ormai morto, chiede a Kyle di restituirglielo lasciandole i soldi. Charles rivela a Kyle di aver prestato a Betty la chiave dell'appartamento 205, in realtà su richiesta di Rex, col quale si sta frequentando: qui trova una macchina da scrivere che scopre essere quella usata dal cliente misterioso. Kyle interroga Betty, che ammette di aver chiesto a Charles la chiave perché serviva a Rex per fare delle ricerche. Betty sa che Rex non è stato onesto con lei e che indagava su Marie, e quando gli ha fatto raggiungere il suo scopo (controllare il secondo piano per capire chi lo frequentasse e i vari rapporti tra gli inquilini, per scoprire chi ci fosse dietro Marie) non ha messo più piede lì. Seppur triste per essere stata usata, ha continuato a frequentarlo perché le è stato vicino quando era triste e aveva promesso che sarebbe rimasto con lei per sempre, capendo presto che lui non è in grado di mantenere questo genere di promesse.

### Capitolo 7 – 24 dicembre 1980
Kyle riceve la gradita visita da Mila Evans (protagonista del caso affrontato da Kyle un anno prima), che gli riferisce l'annullamento della cena per la Vigilia di Natale che avevano organizzato con Rachel (dalla quale trascorre le vacanze) perché Ed ha avuto un attacco di cuore ed è stato ricoverato e lei è in ospedale ad assisterlo, poi gli consegna una bottiglia di vino comprata da Rachel e gli disegna un ritratto. Kyle restituisce la chiave dell'appartamento 205 a Charles e accompagna Mila a vedere il faro sulla terrazza del condominio; rientrando l'ascensore si blocca, ma vengono salvati da Dylan. La signora Patrice chiede a Kyle di aprire un pacchetto indirizzato a lei, che si scopre contenere un orologio d'oro: la donna credeva contenesse una bomba perché aveva sentito un ticchettio, inoltre rivela di aver ricevuto una lettera intimidatoria un po' di tempo fa: è una minaccia nel caso in cui non volesse vendere il palazzo. All'inizio pensò a uno scherzo di pessimo gusto e la strappò, ma dopo aver visto quel pacchetto anonimo le è tornata in mente.
Kyle riceve dalla madre un pacchetto in cui ci sono i ricordi di venticinque anni fa, quando lui era un bambino di nove anni, con tutto ciò che suo padre aveva nella valigetta quando è morto: la chiave di una macchina, una palla da baseball e una cartolina natalizia. Tony informa Kyle che il direttore del programma radiofonico Rock ’n’ Soul vuole inviare a una casa discografica la demo della sua canzone Believe, che ha ottenuto un grandissimo apprezzamento nella trasmissione; Kyle dunque offre a Tony i 1000 dollari vinti all'estrazione per aiutarlo ad affittare uno studio di registrazione. Kyle intrattiene una breve discussione con Will, mentre Betty invita Tony a passare la serata insieme fuori. Rimasti soli, Sidney racconta a Kyle che un tempo lui e la moglie gestivano insieme il locale e che si sono separati perché lui si è comportato in modo egoista, e presta a Kyle il vinile del brano Promise, che gli ricorda il primo incontro con la moglie al negozio di musica dove lo ha comprato e dove si sono innamorati a prima vista.

### Capitolo 8 – 25 dicembre 1980
Kyle ricorda che, quando si trasferì con la madre a Manhattan, gli capitò di ascoltare dalla radiolina la canzone Promise, che piaceva tanto a suo padre. Kyle chiede alla madre perché ha sposato un uomo che non poteva camminare a testa alta, dato che era uno scassinatore, e lei risponde semplicemente che si era innamorata, lo amava e l'ha sposato. Quando l'ha conosciuto lavorava all'ospedale, si era ferito e lei si occupava di lui; non aveva idea di che lavoro facesse quando l'ha conosciuto, ma ha capito subito una cosa: aveva un segreto che non voleva condividere con nessuno, e aveva il presentimento che se avesse scoperto quel segreto non l'avrebbe più visto, per questo motivo non ha voluto scoprire di cosa si trattasse. Due anni dopo la nascita di Kyle, fu Chris a volerle dire tutto: le disse che il suo lavoro era scassinare casseforti, ma che dopo la nascita del figlio aveva deciso di smettere con quella vita. Purtroppo il suo giro non glielo ha permesso, per questo motivo lui ha continuato. Jeanie conclude dicendo che se un giorno riuscirà a perdonare lei e il padre, potranno continueranno il discorso.
Tony consegna a Kyle il taccuino di Rex, datogli da Betty, in cui trova scritto: «1967 - Scompaiono i Condor e Jack Green». Claire rivela a Kyle che le cose sono cominciate ad andare male quando suo padre chiese un prestito alla signora Patrice, fatto mai accettato sua madre (la quale però è tuttora innamorata di lui, come ammesso alla figlia la sera prima in un incontro segreto). Sidney lo conferma, aggiungendo che ha chiesto a lei il prestito (che salderà entro sei mesi) perché quando lavorava all'hotel come cameriere divenne amico di suo marito George, un influente ristoratore e uomo d'affari che veniva spesso all'hotel per le feste e non se ne faceva scappare una di quelle chiamate Scarlet Star (organizzate tutti i 6, 16 e 26 del mese). Sua moglie sospettava fosse innamorato della signora Patrice da quando Sidney credette all'innocenza della donna durante un processo che la vide come principale indiziata per la morte del marito, in cui fu assolta: per questo non lo ha mai perdonato per aver preso in prestito dei soldi da lei. Riparlandoci, Kyle viene a sapere che quando il condominio era un hotel, l'ascensore veniva usato di continuo.
La stessa signora Patrice racconta a Kyle che una sera di tredici anni fa, nella casa dove vivevano lei e il marito irruppe un ladro che la colpì facendole perdere i sensi; quando riprese conoscenza, accanto a lei trovò disteso suo marito, e nella mano destra aveva la pistola da cui era partito il colpo che lo aveva ucciso, per cui fu sospettata di omicidio e processata, ma venne assolta. Tuttora il colpevole dell'omicidio non è stato individuato, per questo il suo nome non è ancora riscattato del tutto. Kyle osserva quattro foto, di cui una della signora Patrice e del marito e una di lei, al tempo in cui era ballerina, in compagnia di un'altra ragazza. Rachel spiega a Kyle che Jack Green era un giornalista morto a trent'anni nel 1967 in un incidente d'auto; scriveva per il Los Angeles Beat, lo stesso per cui iniziò Rex. Dopo la morte di Jack è stato pubblicato un suo articolo postumo riguardo ai Condor e ai loro furti di gioielli, dal titolo Le verità sui Condor: era pensato per essere a puntate, ma poi rimase un episodio unico. Controllando l'album rosso, Kyle nota che nelle foto delle feste compare la signora Patrice.
Charles, scoperto da Kyle a usare l'appartamento 205 per scrivere una bozza di una sceneggiatura per un concorso, ammette di essere stato anche lui al quarto piano di nascosto di notte per raccogliere qualche dato, lasciandoci una cinepresa che ha ripreso la sagoma di un uomo con un orologio al polso. Kyle e Charles ricreano una camera oscura sostituendo la lampada rossa per sviluppare le foto con la pellicola che avvolge la bottiglia di vino regalata da Rachel, e Kyle scopre che si tratta di Will. Dato che Will non c'è, Kyle concorda con Charles di perquisire il suo appartamento di nascosto, con il giovane a fare da palo; prima di ciò vedono Dylan uscirne, a suo dire per chiudere l'acqua. Nell'appartamento, Kyle trova un foglio di giornale del 1955 che coincide con il trafiletto trovato al Lucky’s Café, la stessa carta da lettere usata per l'ordine, il passaporto da cui scopre che il suo vero nome è Will McGrath e una cartolina strappata firmata Michael.
Will torna di soppiatto all'appartamento e, dopo che Kyle gli fa abbassare la pistola, rivela la verità: è figlio di Kathy e Michael McGrath, usa uno pseudonimo per vivere al condominio e si occupa di qualcosa "di cui è meglio non parlare" (motivo dei suoi loschi spostamenti nella notte). Will dice di essere venuto a vivere al condominio per vendicarsi  perché non può perdonare chi ha ucciso sua madre, e vuole che colei che ritiene la complice dell'assassino, ovvero la signora Patrice, venga smascherata e confessi tutto quello che ha fatto in passato; nel mentre, Kyle avrebbe scoperto lo Scarlet Star scomparso venticinque anni fa e si sarebbe avvicinato molto a quello che è successo a suo padre nello stesso periodo. Will (che non aveva un buon rapporto con i suoi genitori e se ne andò presto di casa) sentì della morte di Chris da suo padre tre anni fa, sul letto di morte: gli confidò che all'Hotel Cape West era entrato uno scassinatore di casseforti che aveva rubato lo Scarlet Star, e che era sicuro che l'uomo che uccise sua madre era George Patrice, così gli diede la cartolina strappata dicendo che tutto aveva avuto nel 1955, quando appunto sparì lo Scarlet Star. Will investigò sul passato e scoprì che George era ormai morto, che l'hotel era stato trasformato in un condominio da sua moglie, e che in quel palazzo viveva un parente di Chris: grazie ai loschi giri in cui è coinvolto, Will capì che era Kyle il parente che cercava e, vedendolo inconsapevole di tutto, decise di fargli aprire gli occhi mandandogli l'ordine. Capì anche che in mezzo alla faccenda era coinvolta la banda criminale della Nile, anche se non sa in che modo.
Le carte di Will sono ormai scoperte, e adesso anche un solo passo falso farebbe mettere la Nile sull'attenti dato che è ovunque, anche il palazzo stesso è sotto il suo stretto controllo; in futuro verrà a sapere tutto il resto e finalmente terrà fede alla promessa fatta al padre, ma ora deve pensare a salvare la pelle. Nonostante ciò, Kyle è deciso ad assolvere all'ordine e trovare lo Scarlet Star e ottenere la ricompensa, ossia la verità sui fatti di venticinque anni fa. Will aggiunge che, quando suo padre gli diede la cartolina, gli disse che era un indizio per trovare lo Scarlet Star. Kyle spiega a Charles che Will è parente della vittima dell'omicidio e che non tornerà più nel  palazzo, dicendogli di non cercare altre informazioni su di lui (infatti voleva modellare il cattivo della sua sceneggiatura sulla personalità di Will) e che non è il caso che provi a parlarci.

### Capitolo 9 – 26 dicembre 1980
Ed torna in piena forma e Kyle gli riferisce di aver saputo chi è il misterioso cliente, ovvero il figlio di Kathy, un ladro che lavora da solo sotto le mentite spoglie di un venditore (che dopo avergli lasciato una pista per arrivare allo Scarlet Star si è dileguato), aggiungendo che sia l'omicidio di Kathy che di Chris sono entrambi collegati alla Nile. Ultimamente sono ripresi i furti di gioielli, e pare che lo stile sia molto simile a quello dei Condor. Nello speciale televisivo viene descritta la donna che è apparsa prima dei furti, della quale Kyle aveva visto un ritratto disegnato su un articolo di giornale; uscendo dal suo appartamento Kyle incontra Tony, il quale gli dice di aver visto anche lui la donna misteriosa entrare nel condominio, ma di averla persa di vista.
Mentre Kyle e Marie parlano nell'appartamento di lei vengono interrotti da Rex. Marie fugge e Kyle la raggiunge sulla terrazza del condominio: la donna è terrorizzata da Rex e si rifiuta di parlare, perciò Kyle torna nel suo appartamento e trova un impermeabile grigio, un cappello a falda larga, un paio occhiali da sole e una busta con una lettera minatoria. Marie, messa alle strette, tenta il suicidio gettandosi dal bordo della terrazza, ma Kyle la salva. Marie confessa allora cosa le è successo: Mike e Peter, mentre lavoravano all'Hotel Cape West, aiutavano a vendere gioielli sottobanco, si occupavano di vendere merce rubata, trattavano con i clienti che venivano all'hotel vendendo al refurtiva e dando loro il ricavato (per denaro erano disposti a qualunque cosa, persino trasportare cadaveri o insabbiare prove), anche l'anello regalatole dal fratello era una ricompensa per un lavoro; Marie ha saputo la verità sugli affari di suo fratello e suo marito solo dopo essersi trasferita nel condominio: dopo aver trovato il contratto dell'assicurazione di suo marito e aver fatto la richiesta per i soldi a cui aveva diritto, la Nile cominciò a contattarla con lettere e telefonate, pensando che potesse essergli utile per qualcosa. La Nile le disse che Mike e Peter (che le volevano bene e per questo la tenevano all'oscuro) erano morti perché non erano più di nessuna utilità, che la sua vita ormai era roba loro e che non può più sfuggirgli, per questo aveva paura di frequentare le persone del palazzo: credeva che anche Rex fosse uno di loro, mandato per tenerla sotto controllo.
Rex, giunto di soppiatto, ha ascoltato tutto. Rivela che Jack è stato ucciso dalla Nile facendo passare il suo omicidio come un banale incidente d'auto, perché aveva intenzione di scrivere degli articoli in cui svelava il rapporto tra la Nile e i Condor, ma dietro c'è qualcosa di molto più torbido di cui erano a conoscenza solo lui e Jack: i Condor iniziarono a colpire nella città di Los Angeles circa venticinque anni fa; la polizia sospettò quasi subito che dietro la catena di furti dovesse esserci una banda criminale, ma non riuscì a stanarla, eppure i colpi puzzavano di Condor in ogni particolare, dai metodi alla vendita sottobanco. Il tutto era molto preciso e meticoloso, ma non appena le indagini della polizia si avvicinavano troppo a ciò che c'era dietro, tutto veniva insabbiato: ciò significa che ci doveva essere una talpa nella polizia. I Condor non furono mai presi e continuarono ad agire indisturbati finché non sparirono di colpo tredici anni fa, esattamente dopo che morì Jack e l'hotel chiuse i battenti. Da allora Rex ha continuato a indagare sui Condor, ma tutti i dati raccolti da Jack per scrivere il suo articolo sparirono; Rex scrisse un articolo sull'incidente di Jack, affermando che fosse opera di criminali organizzati, ma ottenne un'accusa per falsa informazione e perse credibilità come giornalista. L'obiettivo di Rex è rendere giustizia a Jack ed estirpare la radice del marciume dilagante: di marcio non c'è solo la Nile, perché se continua a esistere e a possedere un enorme potere è grazie ai tantissimi individui che assecondano i suoi crimini, che continuano a restare legati alla Nile e vivono tranquilli nella società fingendosi anche paladini della legge. Mike e Peter lavoravano per i Condor e sono morti nello stesso tipo di incidente in cui è morto Jack: Rex credeva che Marie fosse direttamente collegata alla Nile, quindi voleva incastrarla, capire perché i Condor fossero spariti così di colpo e capire come la Nile aveva fatto a far perdere le loro tracce. Jack aveva indagato anche su Chris, fatto sparire perché pare fosse complice dei Condor e a conoscenza dei segreti della Nile. La cosa su cui non c'è alcun dubbio è che quando Chris fu ucciso il rarissimo diamante Scarlet Star, rubato dai Condor, è sparito misteriosamente. Il fatto che la Nile usi Marie per far credere che siano tornati i Condor ha sicuramente un secondo fine, e Rex non può fare altro che continuare a indagare. Rex consiglia a Marie di sparire subito dalla città, con il suo aiuto. Kyle restituisce a Rex il suo taccuino, Marie lo ringrazia e gli dice addio.
Kyle trova Dylan davanti alla porta del suo appartamento, gli dice che Rex non tornerà e che Marie non sta frodando nessuno. Ed informa Kyle che la catena di furti degli ultimi tempi ha fatto pensare a un ritorno dei Condor; la polizia ha ricevuto degli avvertimenti riguardo alla campagna che grazie a Speck partirà all'inizio dell'anno prossimo contro la Nile: pare che la polizia abbia trovato qualche tipo di contatto tra la Nile e i Condor, sicuramente qualcosa che se salta fuori può diventare un problema grosso. Kyle racconta a Raver tutto quello che sa, anche sul suo conto, così fissa un appuntamento al Lucky’s Café per parlare in modo più approfondito. Marie, spaventatissima, chiede aiuto a Kyle perché da un po' che c'è qualcuno davanti alla sua porta che la tiene d'occhio: Kyle scopre che si tratta di Dylan, il quale torna al suo appartamento con l'aria molto confusa. Marie dice di non aver incontrato Dylan nella sua vecchia casa contrariamente a quanto da lui precedentemente dichiarato, poi gli mostra nuovamente la lettera minatoria e Kyle capisce che è stato proprio Dylan a inviargliela. Kyle affronta Dylan e lo fa parlare: i Condor sono spariti tredici anni fa, ma hanno lasciato dietro di loro delle donne molto utili per la Nile, per la quale i Condor non sono nient'altro che un mezzo per raggiungere i propri scopi, ossia per la strategia con la polizia di Los Angeles: la polizia non è stata in grado di arrestare nemmeno una persona vicina ai Condor perché nelle indagini su di essi è nascosto il lato corrotto della polizia. Dylan ha ricevuto le istruzioni dalla Nile per tenere d'occhio due donne nello stabile: Marie e la signora Patrice; in particolare, di quest'ultima gli interessa sapere cosa nasconde nel suo appartamento. Dylan dichiara di voler fare rapporto di quanto accaduto adesso nel palazzo comunicando alla Nile che Kyle ha tentato di ostacolarli, ma lui lo avverte che se farà così la Nile non si farà scrupoli a ucciderlo, dato che ha fallito, oltre a non volere che soprattutto un ex poliziotto sappia del loro legame con i Condor. Kyle promette a Dylan che, finché rimarrà nel palazzo, non farà parola della sua vera identità, ma nel frattempo Dylan dovrà lasciare il condominio e scappare da qualche parte prima che la Nile inizi a cercarlo. Kyle rivela a Marie che è stato Dylan a minacciarla con la lettera e che la teneva sotto controllo per la Nile, ma che ora se n'è andato. Marie decide di accettare la proposta di Rex e fuggire con il suo aiuto.
Kyle scende per incontrarsi con la signora Patrice, ma lei dice di essere impegnata. Tornando indietro Kyle incontra Raver, al quale parla di Dylan; Raver risponde che come aveva immaginato era lui l'uomo mandato dalla Nile, poiché puntava troppo alla signora Patrice e sembrava aver capito che tipo di donna fosse, ovvero la moglie di George Patrice, che era amico del direttore Michael ed è stato il primo sospettato dell'omicidio di Kathy poiché al momento dell'omicidio non era alla festa e non aveva un alibi, anche se successivamente sua moglie gliene fornì uno. Anche Raver è convinto della colpevolezza di George, il quale doveva anche essere a conoscenza degli spostamenti dello Scarlet Star: tra chi lavorava all'hotel Michael era l'unico a poterlo sapere, ma è indiscutibile che il capo dei Condor, George, fosse naturalmente a conoscenza di queste cose. La persona che sapeva dove era finito lo Scarlet Star era Michael, ma quando sua moglie venne uccisa ebbe paura e nascose lo Scarlet Star in un posto segreto; Michael sapeva che qualcuno a conoscenza della verità sulla scomparsa dello Scarlet Star in futuro sarebbe venuto a cercare al condominio: George, sua moglie Margaret, i tirapiedi Mike e Peter, e infine chi è alle spalle dei Condor, ossia la Nile. Tra questi, gli ultimi in vita sono la signora Patrice e la Nile, oltre a Raver.
Raver sta conducendo queste ricerche per orgoglio, per riabilitare il suo nome: venticinque anni fa conduceva le indagini sui Condor ed era venuto a sapere che il luogo delle vendite sottobanco della refurtiva era l'Hotel Cape West, ma durante queste indagini saltò fuori l'inchiesta interna alla polizia che lo accusò allontanandolo dalla scena; lui, il detective che più di tutti si era avvicinato ai Condor, venne intralciato nelle indagini e infangato nel suo nome da Speck, che favorì la Nile. Gli spostamenti di Dylan erano: quarto piano, seminterrato e appartamenti vuoti; a volte entrava nelle case quando non c'era nessuno col pretesto delle manutenzioni. Raver ha cercato al quarto piano gli appunti di Michael per trovare lo Scarlet Star, ma non c'è ancora riuscito, dunque decide di collaborare con Kyle: gli appunti di Michael potrebbe essere al quarto piano, dove non ha ancora finito di cercare, o nell'appartamento della signora Patrice. Raver terrà impegnata la signora Patrice per un'ora al Lucky’s Café e Kyle ispezionerà il suo appartamento: nella camera da letto della signora Patrice, Kyle esamina il pezzo di carta sotto la scrivania che scopre essere metà di una lettera minatoria della Nile (ricordandosi della lettera strappata di cui gli parlò quando arrivò l'orologio inizialmente scambiato per una bomba), poi l'armadio, dove trova un carillon e recupera al suo interno una chiave col simbolo dei Condor. Kyle convince Tony ad aiutarlo: usando la copia delle chiavi di Dylan entrano alla stanza 406 ed la cassaforte a combinazione, che però Kyle non riesce ad aprire. Mentre Tony si allontana per andare a prendere un piede di porco, Kyle viene addormentato con dello spray soporifero.

### Capitolo 10 – 26 dicembre 1980
Kyle si sveglia con le mani legate da una corda, che taglia con un frammento di vaso fatto cadere urtando un tavolino. Kyle sfonda la porta bloccata con una sedia, trovando ai suoi piedi oltre alla targhetta 406 anche quella con inciso "Direzione": era quindi la stanza di Michael. Kyle trova Tony svenuto, lo rianima e usano il piede di porco sulla cassaforte: dentro però non c'è nulla. Kyle inserisce il piede di porco nella crepa dello sportello e trova il diario di Michael, dove esprime il dolore per la morte dell'amata moglie Kathy, ammette di essere stato lui a sparare allo scassinatore che si era introdotto in camera sua e a raccogliere lo Scarlet Star che gli cadde dalla mano, nascondendone poi il cadavere nella ghiacciaia per due giorni e facendolo portare da Peter e Mike in un parcheggio del centro, e chiudendo la stanza della direzione al pubblico perché gli ricordava il suo delitto. Da allora non ha più avuto un giorno di riposo, e quando ha chiuso l'hotel e tagliato i ponti con i Condor, George gli disse che questo significava chiudere anche con lui, e che se avesse deciso di farlo ugualmente avrebbe dovuto ricordare una cosa: gli amici perdonano ma gli altri no. George sapeva che stava tentando di iniziare una nuova vita e il primo passo era stato sottrarre lo Scarlet Star: Michael si aspettava una vendetta, ma non credeva che avrebbe finito col perdere Kathy, e con lei morta niente ha avuto più senso, nemmeno lo Scarlet Star. George, che tolse la vita a Kathy, ebbe anche il coraggio di venire al funerale: fu a quel punto che Michael progettò di vendicare la moglie.
Kyle prosegue la ricerca da solo, mandando Tony a casa perché ha dolore alle gambe. Kyle comprende che è stata la signora Patrice a narcotizzarlo, ma la donna rifiuta di aprirgli la porta del suo appartamento. Raver avverte Kyle che la signora Patrice lo ha chiamato dicendogli di sospettare che Kyle abbia a che fare con la Nile perché ha portato via la chiave col simbolo dei Condor, e secondo lei chi l'ha portata via sa perfettamente quale sia il suo significato. Dopo che Kyle accenna alla morte di suo padre, Raver lo invita nel suo appartamento e  gli rivela varie cose: sua moglie è morta dieci anni fa dopo una lunga malattia e ha due figli che non vede da tantissimi anni; ha deciso di indagare sul passato senza farne parola con la sua famiglia, non soltanto per riabilitare il suo nome ma anche per trovare del marcio in Speck durante le indagini sui Condor: non solo egli ha nuociuto al suo nome, ma ha anche coinvolto la vita di un'altra persona, quella di Chris Hyde. Fu Raver a far entrare lo scassinatore, che sul lavoro si faceva chiamare Gregory: ques'ultimo non era mai stato arrestato ed era uno scassinatore conosciuto, inoltre sapeva parecchio sul conto dei Condor, così aveva pensato di usarlo per il suo piano e si accordarono in segreto per introdurlo nell'hotel. Purtroppo Speck lo mandò a monte svelando il suo piano ai Condor, per questo fecero sparire anche Gregory. Per incastrare i Condor coinvolti con la polizia, Raver aveva capito che coglierli sul fatto era l'unico modo.
I Condor era un gruppo di ladri che non solo era in grado di colpi impeccabili, ma era anche talmente astuto da ricavare molto profitto dai gioielli rubati. Raver aveva scoperto che l'Hotel Cape West era il teatro di vendita della refurtiva: da un impiegato aveva infatti saputo che nella cassaforte della direzione c'erano i gioielli, e se fosse riuscito a sottrarne uno quelli pronti per la vendita sarebbe riuscito a ottenere una prova inconfutabile contro i Condor, quindi prese contatti con lo scassinatore Gregory: una volta aperta la cassaforte e trovato il gioiello gli avrebbe mandato un segnale dalla finestra con la torcia elettrica, e in quel momento la polizia avrebbe potuto irrompere nella direzione, confiscare il gioiello e risolvere tutto. Ma il segnale stabilito con Gregory non funzionò a dovere: Gregory fu ucciso e la polizia non irruppe mai in quella stanza. Raver spiega che Gregory voleva lasciare il giro, ma non poteva tagliare così facilmente le relazioni che aveva intessuto da tanto, così lui gli promise che se lo avesse aiutato con le indagini avrebbe fatto in modo da tirarlo fuori da tutte le accuse passate e tramite la polizia gli avrebbe fatto tagliare i ponti con i suoi vecchi amici. All'inizio Gregory era molto sulle sue, e Raver lo convinse della sua buona fede dandogli, come anticipo sulla ricompensa per il lavoro, la chiave di un'auto nuova. Kyle gli porta la chiave tra gli oggetti spediti da sua madre Jeanie, poi gli rivela di essere figlio di Gregory, ossia Chris Hyde.
Per incastrare i Condor, Raver e Gregory strinsero un accordo segreto: lui trovava che il lavoro fosse troppo pericoloso, ma voleva uscire da quella realtà per la sua famiglia e quindi accettò. Raver fece entrare Gregory nella stanza della direzione, come stabilito, aprì la cassaforte, trovò il gioiello e dalla stanza buia mandò il segnale, ma per quanto continuasse a mandarlo al di là della finestra non ebbe nessuna risposta, perché Raver non era lì: quella notte, mentre aspettava fuori dall'hotel, Raver ricevette da Speck un foglietto dove c'era scritto che le condizioni di sua moglie erano peggiorate di colpo e di andare subito a trovarla all'ospedale. Raver scoprì che il messaggio di Speck era falso solo una volta raggiunto l'ospedale, e quando tornò indietro Speck gli disse che gli aveva solo dato il messaggio e non sapeva cosa ci fosse scritto, e che non era arrivato nessun segnale dalla stanza della direzione. Speck mentì, non disse niente ai poliziotti, e Raver seppe queste cose solo dopo che lo denunciò. Raver chiede e ottiene il perdono di Kyle, il quale gli dice di aver scoperto che suo padre fu ucciso all'hotel da Michael, che nel suo diario non fa menzione di Speck. Kyle dice a Raver che il figlio di Michael, Will, se n'è andato e non tornerà più, gli promette di trovare indizi su Speck e che chiarirà tutti i segreti nascosti nel palazzo, infine dicendogli di aspettare in casa sua. Raver consegna a Kyle l'altro pezzo della cartolina di Will, trovato al quarto piano, poi telefona alla signora Patrice per rassicurarla che Kyle non è un membro della Nile. Prima di ciò, Kyle chiede a Raver che tipo di persona fosse suo padre, e lui risponde che, anche se hanno bevuto insieme solo una volta, gli diede l'impressione di un uomo dai nervi saldi anche se di poche parole, che guardava dritto negli occhi le persone con cui parlava; mentre parlava di suo figlio, era un padre come tutti gli altri.
Kyle rivela alla signora Patrice che in realtà Dylan era mandato dalla Nile per tenere sotto controllo le persone che avevano in famiglia un membro dei Condor, e che lui è il figlio dello scassinatore che fu ucciso nella direzione dell'hotel venticinque anni prima: suo padre era stato ingaggiato per un ultimo colpo prima di lasciare il giro, e fu ucciso perché coinvolto nelle indagini contro la banda dei Condor. Kyle è venuto a sapere queste cose solo dopo il deciso sgombero del palazzo da qualcuno che aveva dei contatti con i Condor. La signora Patrice però non ha intenzione di parlare dei Condor, perché suo marito George ne era il capo; tuttavia ammette che da quando si fece male alle dita e smise di suonare il sassofono tenore George diventò un'altra persona: prima il suo lavoro consisteva nel raccogliere le richieste dei clienti, andò bene e non fu più in grado di smettere, finché si ritrovò ad essere il capo del gruppo Condor, così, insieme al suo amico d'infanzia Michael, direttore dell'Hotel, trovarono il modo per vendere la refurtiva. A uccidere Kathy tredici anni fa fu proprio George: il marito le disse che era la vendetta per il tradimento di Michael. Il sistema escogitato per le vendite era: George lasciava in custodia i gioielli rubati a Michael, che li conservava nella cassaforte della stanza della direzione; una volta deciso l'acquirente, George contattava Michael, che si occupava quindi di dare i gioielli all'acquirente e ritirare i soldi all'hotel; il ricavato veniva recapitato lo stesso giorno a George e gli veniva data la sua parte. Le feste che si tenevano a cadenza periodica all'hotel servivano per radunare tutti gli acquirenti. Le vendite avvenivano nella stanza speciale all'interno dell'hotel: la signora Patrice afferma di non sapere dove si trovi, ma è certa che la chiave col condor serva per aprirla perché era tra gli effetti personali di George quando morì. Venticinque anni fa a George arrivò una soffiata di un furto all'hotel, e contattò subito Michael per dirgli di proteggere la cassaforte: dentro c'era ancora un gioiello che non era stato assegnato a nessuno: era lo Scarlet Star. Dopo l'uccisione dello scassinatore, Michael disse che lo Scarlet Star era scomparso; sul momento George fece finta di credergli, avrebbe continuato a tenerlo d'occhio durante le vendite. George era il tipo d'uomo che teneva in conto molte cose, ma dodici anni dopo ebbe la sua vendetta su Michael per aver tentato di lasciare le vendite chiudendo l'hotel e tagliando i ponti con i Condor. Oltretutto, il rapporto con Kathy stava iniziando a essere fastidioso: George e Kathy tradirono lei e Michael.
Margaret promette a Kyle che gli dirà tutto se lui troverà la stanza speciale, quindi gli consegna la foto dell'inaugurazione dell'hotel nel 1950, una piccola chiave rinvenuta tra gli effetti personali di George e una piantina del quarto piano (sempre tra gli effetti personali di George) con sei cerchietti in rosso e in un angolo la scritta "Dietro la Luna". Kyle confronta la foto dell'hotel appena ottenuta con quella datagli da Sidney e scopre che una finestra è stata murata: la stanza speciale deve quindi trovarsi tra la stanza 405 e l'ascensore. Raggiungendo il quarto piano e basandosi sulla piantina, Kyle appunta sul taccuino i simboli dei Condor nelle stanze e in fondo al corridoio, poi combina le due metà della cartolina della Luna di Michael, sul cui retro ci sono dei simboli che, riesaminati, sono gli stessi che compaiono sulla pulsantiera dell'ascensore. Kyle va quindi all'ascensore e usa la piccola chiave sul numero 4: il pulsante corrispondente cade a terra, rivelando un interruttore in cui Kyle inserisce un codice ricavato dalle informazioni ottenute, poi usa la chiave col condor nella toppa del sedile all'angolo, sbloccando un ingresso segreto che gli consente di raggiungere la stanza speciale dove i Condor concludevano le vendite. Kyle esamina la scrivania trovando il registro delle vendite della refurtiva, oltre a una busta con dentro un distintivo della polizia di Los Angeles e una vecchia fotografia che ritrae tre uomini: George, Michael e Hugh Speck; il distintivo era sicuramente un pegno che si erano tenuti i Condor per evitare che Speck li tradisse. Kyle poi esamina il dipinto a lato e clicca l'interruttore sottostante, facendo proiettare l'ombra di un condor contro un quadro con i semi delle carte, col becco che punta l'asso di quadri (in inglese "ace of diamonds", asso di diamanti). Kyle torna all'ascensore e si dirige in terrazza dove, rompendo il mattone toccato dal becco dell'ombra del condor, trova il diamante Scarlet Star.
Assorto nei pensieri degli ultimi momenti di suo padre, stringe con forza lo Scarlet Star: quel diamante così freddo lo lega agli ultimi pensieri di suo padre, e riesce a sentire il legame che adesso c'è tra lui e suo padre in quel giorno, ma nello stesso momento avverte come un calore provenire dal diamante. Kyle viene raggiunto da Margaret, la quale rivela di sapere che il faro si accende con l'interruttore che c'è nella stanza speciale: aveva intenzione di non parlarne con nessuno, e quando ha deciso di vendere il palazzo a condizione che venisse raso al suolo si sentì sollevata, ma fu solo un'illusione. In cuor suo, Margaret sapeva che Kyle l'avrebbe trovata perché lo voleva sul serio; l'aveva davvero sconvolta quando le aveva detto di essere il figlio di quello scassinatore a cui Michael sparò quella notte. Margaret voleva nascondere tutte le colpe di suo marito: George era a capo dei Condor, rubava i gioielli e li rivendeva nell'hotel, e per non avere nessun problema era arrivato a coinvolgere persino un poliziotto; alla fine, rubò anche la vita di Kathy. Kyle ha trovato quello che cercava: il diario di Michael McGrath e le prove del legame tra la polizia e i Condor, e ovviamente anche lo Scarlet Star, che mostra a Margaret. La donna glielo restituisce, dicendo che voleva solo nasconderlo, non le interessa possederlo. Tutto quello che Kyle ha trovato ora gli appartiene, lo Scarlet Star e tutte le cose che ha trovato nella stanza segreta, può farne ciò che meglio crede. A questo punto, Margaret racconta tutto.
Margaret incontrò George quando aveva diciannove anni, era una ballerina e lui suonava in un complesso: aveva capito subito che non era un uomo raccomandabile, frequentava sempre donne diverse e uomini dall'aria sospetta, ma se ne innamorò. Quando iniziò a vivere con lui, realizzò che standogli accanto doveva accettare tutto, la tenerezza e il dolore; incredibilmente, più si ingelosiva, più si rendeva conto di quanto amasse George. Si macchiò delle sue stesse colpe, voleva sapere tutto dei suoi crimini, era diventata la complice dei suoi segreti e decise di lasciare che la dolorosa catena dei sensi di colpa la legasse a lui; ma un rapporto di coppia basato su questo tipo di sentimenti non può durare, così il suo cuore si allontanò da lei senza che se ne rendesse conto, e Margaret non poteva che restare legata a lui. Poi, George finì tra le braccia di un'altra, Kathy, che a sua volta tradì Michael; anche quando lo venne a sapere, Margaret non si sorprese più di tanto, il suo cuore si irrigidiva quando li guardava. Quando uccise Kathy, sul volto di George intravide un flebile sorriso, disse che aveva creato un altro segreto da condividere: in quel momento Margaret si rese conto che aveva fatto un errore: era stata lei a farlo diventare in quel modo. Prese una decisione: era l'unica persona che poteva fermarlo, per questo quel giorno aveva intenzione di sparargli con la sua stessa pistola ma, per ironia della sorte, non ci riuscì; quello che nel mezzo della notte entrò in casa, gli puntò la pistola e gli sparò fu Michael, il grande amico di George. Michael guardò Margaret in faccia e la colpì con il calcio della pistola; perse i sensi, e quando si riebbe stringeva nella mano destra la pistola usata per sparare a George, mentre davanti ai suoi occhi vedeva il marito morire con un'espressione di profonda paura stampata sul volto. Quando lo vide pensò che finalmente era finita, aveva avuto la ricompensa per i suoi crimini, e gli fece una promessa: non avrebbe parlato a nessuno dei segreti di cui era complice, finché fosse rimasta in vita li avrebbe tenuti nascosti. Da quel momento fu proprio come una barca in mezzo al mare senza un faro. Fu arrestata con l'accusa di aver assassinato George, ma lei non né alla polizia né all'avvocato di aver visto Michael perché voleva essere giudicata colpevole, e del resto lo era: il suo scopo era davvero mettere fine alla vita di George, ma non fu accontentata e venne giudicata innocente. Magaret comprò il vecchio hotel con i soldi lasciati dal marito: fece anche quello pur di mantenere i segreti dei suoi crimini, sentiva che vivendo sotto questo faro sarebbe riuscita a sopportare quelle tenebre terrificanti in cui galleggiava; ma alla fine, non è riuscita a mantenere quella promessa.
Kyle le dice che in realtà lei avrebbe voluto con tutto il cuore che qualcuno la ascoltasse: dover tenere dentro di sé tutto questo fa nascere il desiderio di parlarne con qualcuno. Margaret gli dà ragione, era terrorizzata e alla fine ha ceduto ai rimorsi, nonostante il suo giuramento: l'aveva deciso lei stessa di sopprimere quello che sentiva e continuare ad amare quell'uomo, ma non credeva che sarebbe stata una simile tortura, per questo da tanto tempo aspettava qualcuno che potesse ascoltare tutto. Margaret scoppia in un pianto liberatorio, alleviando le proprie sofferenze, e Kyle le rimane accanto finché le lacrime non si fermano, continuando a guardare il faro in silenzio. Dopodiché, senza nemmeno rendersene conto, Kyle torna alla stanza 406 e apre la tenda della finestra, toglie la povere accumulata sul vetro e guarda fuori, ripensando al fatto che sono passati venticinque anni dalla morte di suo padre, sopraggiunta quando Chris aveva la sua stessa età di adesso: ora Kyle si trova davanti a quella stessa finestra, e tenta di vedere quello che lui vide nei suoi ultimi istanti di vita; anche se adesso sa tutta la verità, non riesce a vedere le cose nella sua prospettiva, ma sente di aver capito qualcosa, perché era lì quella fatidica notte, in piedi davanti a quella che fu per lui l'ultima finestra, per lui e sua madre. Kyle chiude la tenda e dalla finestra invia un ultimo silenzioso saluto a suo padre.
Il mattino seguente, Kyle riceve una chiamata dalla madre, la quale gli dice che la sera prima è stata chiamata da Ed, che le ha parlato del suo ricovero in ospedale e del fatto che Kyle è diventato un po' più responsabile; Kyle le dice che quando riuscirà a perdonare papà verrà a trovarla, e allora potranno continuare quel discorso. Kyle telefona a Rachel, dicendole di aver soddisfatto l'ordine e la verità su quanto successo venticinque anni fa, e che più tardi passerà in ufficio per salutare Ed di persona. Kyle aggiorna Raver sulle sue scoperte: ha trovato la stanza segreta in cui i Condor concludevano le vendite della refurtiva, dove ha trovato il registro delle vendite dei gioielli rubati dai Condor, la foto di Speck con i Condor e il suo distintivo della polizia di Los Angeles: gli consegna queste prove affinché possa finalmente incastrare Speck. Per un momento, Raver si lascia prendere da un'onda di emozioni e lo ringrazia. Kyle gli chiede cos'ha intenzione di fare dopo aver smascherato Speck, e Raver risponde che di certo non si farà accudire dai figli, e dopo aver detto al mondo quanto Speck sia disonesto, andrà a vivere in Idaho, dove un suo amico dei tempi della polizia ha una fattoria e l'ha invitato ad andare da lui; infine, lo saluta. Poi Kyle incontra Charles (deciso a pagarsi gli studi a Los Angeles da solo, senza l'aiuto del facoltoso nonno), Claire (di ottimo umore perché i suoi genitori si sono riappacificati) e Sidney, Tony (il quale annuncia che farà dei piccoli concerti dal vivo per uno studio e che inciderà la demo grazie al premio che gli aveva regalato) e Margaret (la quale non sa cosa farà dopo l'abbattimento dello stabile, ma forse partirà per un lungo viaggio verso il mare aperto, su una grande nave, di notte, alla luce del faro). Infine, Kyle esce dal condominio e ripone lo Scarlet Star in una cassetta della posta.
Durante i titoli di coda viene trasmessa un'edizione speciale del telegiornale dove viene annunciato che Speck ha perso le elezioni come sindaco (le sue ultime dichiarazioni sono che indipendentemente da ciò combatterà ancora per la giustizia), e che nel pomeriggio presso il Museo di storia naturale di Manhattan è stato recapitato, in modo anonimo, un diamante di grosse dimensioni e dal valore inestimabile, lo Scarlet Star, rubato venticinque anni fa quando era in esposizione nella gioielleria francese Charney, a Los Angeles.
Salvando il gioco saranno resi disponibili la storia in versione romanzo (incluso un epilogo extra, alcune scene in più e approfondimenti su Kyle e non solo), un jukebox e i minigiochi “Pinkie Rabbit Land” e “Biliardo a 9 palle”.

## Personaggi
- Kyle Hyde.
- Tony Wolf.
- Betty Meyer.
- Charles Jeunet.
- Dylan Fitchar.
- Marie Rivet.
- Rex Foster.
- Sidney Reagan.
- Claire Reagan.
- Ed Vincent.
- Rachel.
- Mila Evans.
- Will McGrath.
- Frank Raver.
- Margaret Patrice.
- Jeanie.

## Accoglienza
| Testata                    | Giudizio |
| -------------------------- | -------- |
| Adventure Gamers           | [ 2 ]    |
| Eurogamer                  | 7/10     |
| Everyeye.it                | 8/10     |
| Famitsū                    | 32/40    |
| IGN                        | 7,5/10   |
| Nintendo Life              | [ 7 ]    |
| Nintendo World Report      | 9/10     |
| Official Nintendo Magazine | 78%      |
| The Daily Telegraph        | 8/10     |
| VideoGamer                 | 8/10     |

In una retrospettiva dell'8 febbraio 2020 per Kotaku, Peter Tieryas loda la coerenza della narrazione, che viene diluita in una settimana, dedicando il giusto spazio per emergere a ciascun personaggio, «così che una rivelazione finisce per essere solo un piccolo sguardo attraverso la finestra delle loro vite. [...] L'animazione in rotoscopio fa un lavoro fantastico bilanciando l'eleganza stilistica con un realismo nei gesti e nei manierismi dei personaggi che li fa sentire autentici. La musica lega insieme la narrazione. Le sfumature jazz creano una rete che permea ogni scena. "Atmosferico" è una parola che viene spesso lanciata in giro. Ma l'atmosfera noir in "Last Window" gocciola di carattere; tutti hanno una solitudine e un desiderio palpabili. [...] Più Kyle scopre cosa è successo in quel fatidico giorno venticinque anni fa, quando suo padre è stato ucciso, più vede attraverso i suoi occhi. L'ultima finestra omonima è in molti modi lui che interpreta il testimone della situazione difficile che ogni personaggio deve affrontare, mentre ha anche la possibilità di capire gli ultimi momenti di suo padre. [...] "Last Window" è una finestra attraverso la quale tutti devono guardare».